# John Seymour (attivista)
John Seymour (Hampstead, 12 giugno 1914 – Pembrokeshire, 14 settembre 2004) è stato un ambientalista e scrittore britannico, che fu un prolifico autore all'inizio del movimento di autosufficienza.
Attivo come scrittore, conduttore radiotelevisivo, contadino, piccolo proprietario terriero e attivista, fu un ribelle che si oppose a consumismo, industrializzazione, organismi geneticamente modificati, città, automobili e fu un sostenitore dell'autosufficienza, della responsabilità personale, della convivialità (cibo, bevande, danza e canto), del giardinaggio, della cura della terra e del suolo. In Italia sono famosi i suoi saggi L'Orto e il Frutteto secondo Natura, Il Grande Libro dell'Autosufficienza e La Casa del Passato.

## Opere letterarie
- The Hard Way to India (1951). London: Eyre & Spottiswoode.
- Boys in the Bundu (1955) London: Harrap. (Con illustrazioni diSally Seymour)
- Round About India (1955). London: Eyre & Spottiswoode.
- One Man's Africa (1956). London: Eyre & Spottiswoode.
- Sailing Through England (1956). London: Eyre & Spottiswoode. (con illustrazioni di Sally Seymour)
- The Fat of the Land (1961). London: Faber & Faber. (Con illustrazioni di Sally Seymour)
- On My Own Terms (1963). London: Faber & Faber. Autobiografia
- Willynilly to the Baltic (1965). Edinburgh: William Blackwood & Sons.
- Voyage into England (1966). Newton Abbott: David & Charles.
- The Companion Guide to East Anglia (1970). London: Collins.
- About Pembrokeshire (1971). TJ Whalley.
- The Book of Boswell - autobiography of a gypsy (1970). London: Gollancz. (Author: Silvester Gordon Boswell, Ed. John Seymour)
- Self-Sufficiency (1976). London: Faber & Faber. (Con Sally Seymour.) The original self-sufficiency guide.
- Farming for Self-Sufficiency - Independence on a 5-Acre Farm (1973). Schocken Books. (con illustrazioni diSally Seymour)
- The Companion Guide to the Coast of South-West England (1974). London: Collins.
- The Companion Guide to the Coast of North-East England (1974). London: Collins.
- The Companion Guide to the Coast of South-East England (1975). London: Collins.
- The Complete Book of Self-Sufficiency (1976). London: Faber & Faber.
- Bring Me My Bow (1977). London: Turnstone Books.
- Keep It Simple (1977). Pant Mawr: Black Pig Press.
- The Countryside Explained (1977). London: Faber & Faber. (Con illustrazioni diSally Seymour)
- I’m A Stranger Here Myself - the story of a Welsh farm (1978). London: Faber & Faber. (Con illustrazioni diSally Seymour)
- The Self-Sufficient Gardener (1978). London: Dorling Kindersley
- John Seymour's Gardening Book (1978). London: G.Whizzard: Distributed by Deutsch.
- Gardener's Delight (1978). London: Michael Joseph.
- Getting It Together - a guide for new settlers (1980). London: Michael Joseph.
- The Lore of the Land (1982). Weybridge: Whittet. (Con illustrazioni diSally Seymour.)
- Die Lerchen singen so schön (1982). München: Heyne Science Fiction Bibliothek (English version, unpublished: The Larks They Sang Melodious, novel)
- The Woodlander (1983). London: Sidgwick & Jackson. (con illustrazioni di Sally Seymour.)
- The Smallholder (1983). London: Sidgwick & Jackson. (con illustrazioni di Sally Seymour.)
- The Shepherd (1983). London: Sidgwick & Jackson. (con illustrazioni di Sally Seymour.)
- The Forgotten Arts (1984). London: Dorling Kindersley.
- Far from Paradise - the story of man's impact on the environment (1986). London: BBC Publications. (con Herbert Girardet)
- Blueprint for a Green Planet' (1987). London: Dorling Kindersley. (con Herbert Girardet)
- The Forgotten Household Crafts (1987). London: Dorling Kindersley.
- England Revisited - a countryman's nostalgic journey (1988). London: Dorling Kindersley.
- The Ultimate Heresy (1989). Bideford: Green Books.
- Changing Lifestyles - living as though the world mattered (1991). London: Gollancz.
- Rural Life - pictures from the past (1991). London: Collins & Brown.
- Blessed Isle - one man's Ireland (1992). London: Collins.
- Seymour's Seamarks (1995). Rye: Academic Inn Books. (con illustrazioni diConnie Lindquist)
- Retrieved from the Future (1996). London: New European,
- Rye from the Water's Edge (1996). Rye: Academic Inn Books. (con illustrazioni di Connie Lindquist)
- Playing It For Laughs - a book of doggerel (1999). San Francisco: Metanoia Press. (con illustrazioni diKate Seymour)
- The Forgotten Arts And Crafts (2001). London: Dorling Kindersley.
- The New Complete Book of Self-Sufficiency (2002). London: Dorling Kindersley. (con Will Sutherland)
- The Self-Sufficient Life and How to Live It (2003). London: Dorling Kindersley. (con Will Sutherland)
- The Fat of the Land (2008). Carningli Press (Con illustrazioni diSally Seymour) John Seymour's family website Archiviato il 10 agosto 2018 in Internet Archive.
- I'm a Stranger Here Myself The Story of a Welsh Farm (2011). Carningli Press (copertina di Sally Seymour) John Seymour's family website Archiviato il 10 agosto 2018 in Internet Archive.